# اوان اینسپیراسی
اوان اینسپیراسی (به انگلیسی: Awan Inspirasi) یک شرکت هواپیمایی است که در تاریخ ۲۰۰۶ میلادی تأسیس شده است.
قطب این شرکت هواپیمایی در فرودگاه میری، میری (مالزی)، ساراواک قرار دارد.